# 井上胜
井上勝（日语：／ Inoue Masaru，1843年8月25日—1910年8月2日），幼名卯八，通稱彌吉，日本山陽道長門國阿武郡萩城下（今山口縣萩市）人，遞信省鐵道廳長官。

## 生平简历
日本幕末时期生于長州藩萩城（位於今山口縣萩市）武士世家。1863年，经上海秘密乘船去英国伦敦留学，在伦敦大学学院学习近代科学技术。同行及同学中有多位日本近代化先驱，包括伊藤博文、山尾庸三、井上馨、远藤谨助；此五人被并称为日本的长州五杰。
1868年，井上胜回国（井上馨和伊藤博文于1864年先于井上胜回国。自1869年起，井上胜历任铁道头、工部大辅、铁道局局长、铁道厅厅长。
1872年，井上胜主持修建新桥至横滨的铁路。1874年，井上胜主持修建大阪至神户间的铁路。
1887年5月24日，井上胜因对铁路建设的贡献，被授予子爵爵位。1890年，井上胜在铁道厅厅长任上，被封为贵族院议员，因此成为华族。1893年，井上胜卸任铁道厅厅长。1906年4月1日，因铁道国有化的贡献，被授予勋一等旭日大绶章。1909年，就任日本帝国铁路协会会长。
1910年5月，井上胜前往英國倫敦參加日英博覽會，並在歐洲各地考察铁路建设，同年8月2日因腎臟病惡化在倫敦逝世，享年68岁。养子井上胜纯继承爵位。

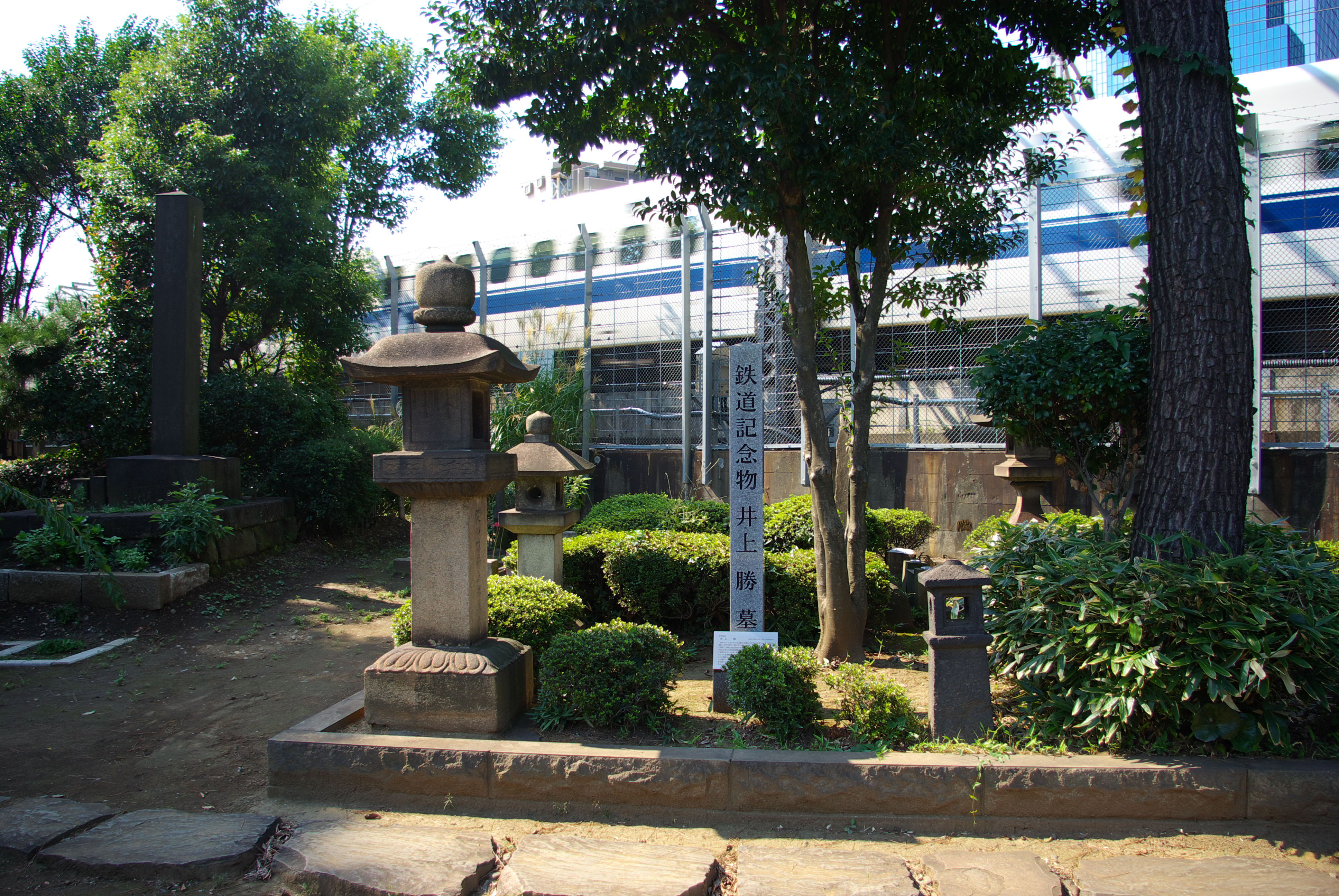
井上胜之墓，後方為東海道新幹線

井上胜逝世後，葬於現今東京都品川區東海寺大山墓地，他的墓緊鄰東海道新幹線，於1964年被日本國有鐵道指定為鐵道紀念物。2017年東京車站丸之內口前廣場整建工程時，重新豎立井上胜的銅像。

## 外部条目
- 长州五杰
- 明治维新
- 长州藩

| 大日本帝國                               |                                                                       |                                  |
| 官衔                                     |                                                                       |                                  |
| 遞信省                                   |                                                                       |                                  |
| 前任： 職位創建                          | 鐵道廳長官 1892年7月21日－1893年3月16日                               | 繼任： 松本莊一郎                |
| 內務省                                   |                                                                       |                                  |
| 前任： 職位創建                          | 鐵道廳長官 1890年9月6日－1892年7月21日                                | 繼任： 職位廢止                  |
| 內閣                                     |                                                                       |                                  |
| 前任： 職位創建                          | 鐵道局長官 1885年12月22日－1890年9月6日                               | 繼任： 職位廢止                  |
| 工部省                                   |                                                                       |                                  |
| 前任： 無 上一相同頭銜：吉井友實         | 工部大輔 1882年7月20日－1885年12月22日                                | 繼任： 職位廢止                  |
| 前任： 職位創建                          | 鐵道局長 1877年1月19日－1885年12月22日                                | 繼任： 職位廢止                  |
| 前任： 無 上一相同頭銜：山尾庸三         | 工部少輔 1877年1月11日－1879年3月14日                                 | 繼任： 吉井友實                  |
| 前任： 太田資政 職位創建                 | 鐵道寮鐵道頭 1874年1月10日－1877年1月19日 1871年9月29日－1872年8月7日 | 繼任： 職位廢止 自己（代理）     |
| 前任： 自己                              | 鐵道寮鐵道頭（代理） 1872年8月7日－1873年7月22日                      | 繼任： 無 下一相同頭銜：山尾庸三 |
| 前任： 職位創建                          | 礦山寮礦山頭 1871年9月29日－1872年8月7日                              | 繼任： 無 下一相同頭銜：吉井亨   |
| 議會席位                                 |                                                                       |                                  |
| 貴族院                                   |                                                                       |                                  |
| 議員（子爵） 1890年7月10日－1910年8月2日 |                                                                       |                                  |
| 貴族爵位和頭銜                           |                                                                       |                                  |
| 井上（勝）子爵家                         |                                                                       |                                  |
| 前任： 敘爵                              | 1887年5月24日－1910年8月2日                                           | 繼任： 井上勝純                  |